# 엄청난 피곤
엄청난 피곤(Grosse Fatigue, Dead Tired) 혹은 죽도록 피곤한은 프랑스에서 제작된 미셀 블랑 감독의 1994년 영화이다. 미셀 블랑 등이 주연으로 출연하였다.

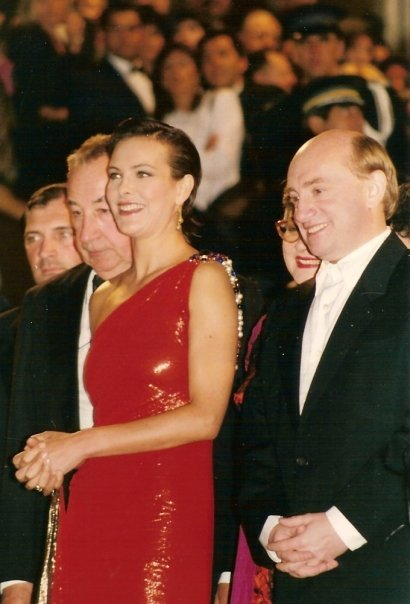

## 출연

### 주연
- 미셀 블랑
- 캐롤 부케

### 조연
- 필립 느와레
- 조시앙 발라스코
- 마리 안 샤젤
- 크리스티앙 클라비에

## 제작진
- 미술: 칼로스 콘티
- 특수효과: 피토프
- 의상: 엘리자베스 타베르니에